# حرو (ساة)

'

تعديل مصدري - تعديل

حرو هي إحدى قرى عزلة ساه بمديرية ساة التابعة لمحافظة حضرموت، بلغ تعداد سكانها 40 نسمة حسب تعداد اليمن لعام 2004.